# Knud Christian Holm
Knud Christian Holm (30. april 1915 i Vium, Viborg – 12. marts 2009 i Odense) var biskop over Fyns Stift fra 1958 til 1984.
Han blev student fra Aalborg Katedralskole [1933], cand.theol. 1939 fra Københavns Universitet. Fra 1940 var han hjælpepræst i Thisted, fra 1946-1952 kapellan i Tagensbo Sogn,i 1952-1958 valgmenighedspræst i Kerteminde. I mange år var han engageret i bestyrelsesarbejdet en række kirkelige organisationer og virksomheder bl.a Grundtvigske Konvent, Menighedskonventet, Kristeligt Dagblad, Det mellemkirkelige Råd og Liselundfondet.

## Links
- Artikel fra Kristlig Dagblad i anledning af K.C Holm 90 års fødselsdag
- Artikel om hans Død, DR region Bornholm